# Brett Halsey

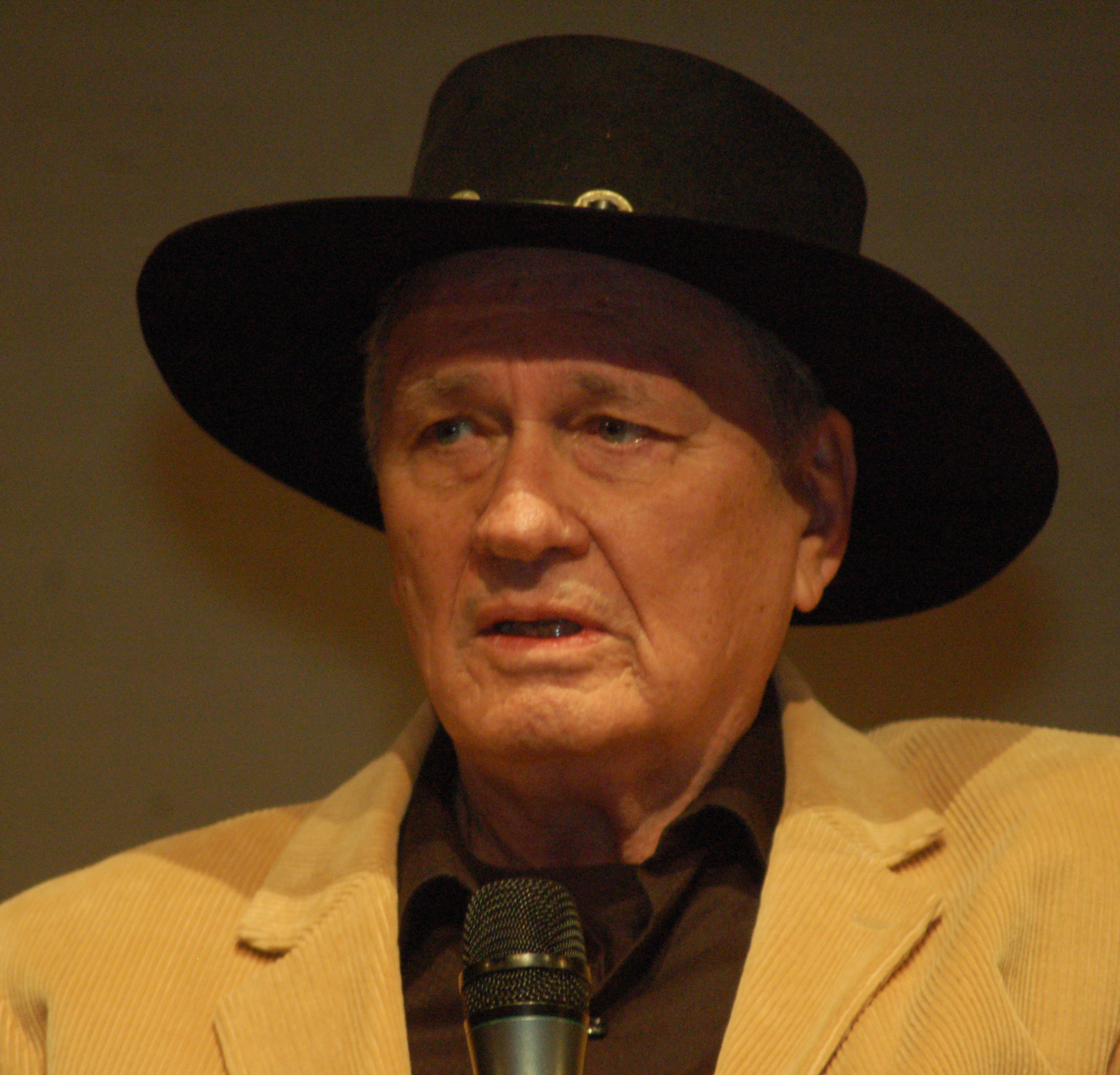
Brett Halsey (2011)

Brett Halsey (eigentlich: Charles Oliver Hand; * 20. Juni 1933 in Santa Ana, Kalifornien) ist ein US-amerikanischer Filmschauspieler.

## Leben
Begonnen hatte Halsey bereits als Jugendlicher für CBS Television, wo er von Jack Benny entdeckt und gefördert wurde, dieser schickte ihn auf die Schauspielschule der Universal Pictures.
Halsey spielte vorwiegend in Fernsehserien und übernahm Nebenrollen in verschiedenen Hollywood-Filmen. Nach einem Vertrag mit Universal, den er seit 1953 hatte, wechselte er 1959 zur 20th Century Fox. 1961 erhielt er den Golden Globe Award als männliche Nachwuchshoffnung; bereits im Jahr darauf zog Halsey nach Italien, wo er in Italowestern und anderen Genrefilmen meist abenteuerlicher Natur mitwirkte, teilweise unter dem Pseudonym Montgomery Ford.
Halsey war mehrmals verheiratet; von 1954 bis 1959 mit der ehemaligen Miss Germany Renate Hoy; dann mit Luciana Paluzzi. 1964 heiratete er Heidi Brühl, mit der er zwei Kinder hat. Die Ehe wurde 1976 geschieden. 1971 ging er zurück in die USA und übernahm Rollen in verschiedenen Seifenopern, wie zum Beispiel General Hospital. Aber auch in großen Kino-Produktionen wie Der Pate III tauchte er in Nebenrollen auf.
Über seine Zeit in Rom veröffentlichte Halsey einen Roman, The Magnificent Strangers (1978, ISBN 978-0-552-10810-2). 2011 erschien My Soul to Keep, 2014 A Grave Misunderstanding.

## Filmografie (Auswahl)
- 1953: All meine Sehnsucht (All I Desire)
- 1953: Der Mann vom Alamo (The Man from Alamo)
- 1954: Der eiserne Ritter von Falworth (The Black Shield of Falworth)
- 1955: Zur Hölle und zurück (To Hell and Back)
- 1958: Im Pazifik ist die Hölle los (Submarine Seahawk)
- 1959: Alle meine Träume (The Best of Everything)
- 1959: Auf U-17 ist die Hölle los (The Atomic Submarine)
- 1959: Die Rückkehr der Fliege (Return of the Fly)
- 1959: Vier schnelle Colts (Four Fast Guns)
- 1960: Begierde im Staub (Desire in the Dust)
- 1961: Rückkehr nach Peyton Place (Return to Peyton Place)
- 1962: Die sieben Schwerter der Rache (Le sette spade del vendicatore)
- 1963: Das Gift des Bösen (Twice Told Tales)
- 1963: Jack und Jenny
- 1963: Mit Faust und Degen (Il magnifico avventuriero)
- 1964: Der Rächer von Venedig (Il ponte dei sospiri)
- 1965: Agentenfalle Lissabon (Mision Lisboa)
- 1965: Uccidete Johnny Ringo
- 1965: Das verräterische Auge (Berlino, appuntamento per le spie)
- 1966: Der Kongreß amüsiert sich
- 1968: Der Einsame (L’ira di Dio)
- 1968: Heute ich… morgen Du! (Oggi a me … domani a te!)
- 1969: 20.000 dollari sporchi di sangue
- 1970: Drei Halunken und ein Halleluja (Roy Colt & Winchester Jack)
- 1972: Columbo: Mord mit der linken Hand (Death Lends a Hand, Fernsehreihe)
- 1972: Quante volte… quella notte
- 1976: Labyrinth des Todes (The Murder Maze)
- 1980: Hart aber herzlich (Hart to Hart, Fernsehserie, Folge: Teure Tapeten)
- 1986: Ratboy
- 1987: When Alice Broke The Mirror (Quando Alice ruppe lo specchio)
- 1988: Der Commander
- 1989: Velvet Dreams
- 1990: Dead Eyes (Il gatto nero)
- 1990: Demonia
- 1990: Nightmare Concert (Un gatto nel cervello)
- 1990: Der Pate III (The Godfather Part III)
- 1991: Das Gesetz der Wüste (Il principe del deserto) (Fernseh-Miniserie)
- 1992: Beyond Justice
- 1992: Nick Knight – Der Vampircop (Forever Knight, Fernsehserie, Folge 1x06)
- 1994–1995: Kung Fu – Im Zeichen des Drachen (Kung Fu, Fernsehserie, 4 Folgen)
- 1995: Gnadenlos (Expect No Mercy)
- 1995: Kuss des Todes (First Degree)
- 1996: Terminal Rush
- 1999: Angst über den Wolken (Free Fall)
- 2000: A Country on the March (Dokumentarfernsehserie, Drehbuch und Regie)
- 2008: Cold Case – Kein Opfer ist je vergessen (Cold Case, Fernsehserie, Folge 3x11)
- 2015: Risk Factor
- 2023: Lex Barker – Westernheld und Playboy (Dokumentarfilm)